# دایسوکه تاکاهاشی
دایسوکه تاکاهاشی (ژاپنی: 高橋 大輔؛ زادهٔ ۱۸ سپتامبر ۱۹۸۳) بازیکن فوتبال اهل ژاپن است.
از باشگاه‌هایی که در آن بازی کرده‌است می‌توان به باشگاه فوتبال اوئیتا ترینیتا و باشگاه فوتبال سرزو اوساکا اشاره کرد.